# Стара музикална гимназия
Като Стара музикална гимназия е известна изоставена сграда в Русе, паметник на културата, служила за училище.
Разположена е на ул. „Борисова“ 33. Собствениците ѝ възнамеряват да я превърнат в първия частен музей в България.

## История
Сградата е построена от Протестантската общност в България през 1900 – 1901 г. Плановете били да бъде използвана като немско протестантско училище, сиропиталище и детска градина. Дизайнът на 4-етажния паметник на културата е дело на архитекта Удо Рибау, а архитектурният стил е еклектичен, комбиниращ елементи от стиловете неокласицизъм и неоготика.
Немското училище е тържествено открито на 5 октомври 1905 г., преобразува се в бизнес гимназия през 1909 г. В края на Първата световна война, на 28 септември 1918 г., училището е конфискувано от българските власти, понеже е германска собственост. Въпреки че сградата е с щети от румънски артилерийски огън, тя е реконструирана след войната и използвана за френска мъжка гимназия, а след това и за държавен университет по технологиите (сега Русенски университет) и накрая за музикална гимназия. Обявена е за паметник на културата през 1973 г.

Сградата е изоставена, след като е пострадала от земетресението в Стражица от 1986 г. През април 2007 г. е закупена от местните предприемачи братя Бобокови, които възнамеряват да я използват като музей за частната си колекция.